# Troublegum
Troublegum är Therapy?s fjärde fullängdsalbum, och andra fullängdsalbum på ett stort skivbolag, utgivet 1994. Albumet utgavs på CD, LP och kassettband.

## Låtlista
| Nr           | Titel                          | Längd |
| ------------ | ------------------------------ | ----- |
| 1.           | Knives                         | 1:55  |
| 2.           | Screamager                     | 2:36  |
| 3.           | Hellbelly                      | 3:21  |
| 4.           | Stop It You're Killing Me      | 3:50  |
| 5.           | Nowhere                        | 2:26  |
| 6.           | Die Laughing                   | 2:48  |
| 7.           | Unbeliever                     | 3:28  |
| 8.           | Trigger Inside                 | 3:56  |
| 9.           | Lunacy Booth                   | 3:55  |
| 10.          | Isolation (Joy Division-cover) | 3:10  |
| 11.          | Turn                           | 3:49  |
| 12.          | Femtex                         | 3:14  |
| 13.          | Unrequited                     | 3:03  |
| 14.          | Brainsaw                       | 3:58  |
| Total längd: | Total längd:                   | 45:37 |

## Medverkande
- Andy Cairns – sång, gitarr
- Fyfe Ewing – trummor, bakgrundssång
- Michael McKeegan – basgitarr, bakgrundssång